# Stef van der Linden
Stefanus Antonius Johannes Maria (Stef) van der Linden (Nijmegen, 13 juli 1952 – Blaricum, 27 december 2006) was een Nederlandse poppenspeler, zanger en decorontwerper.
Van der Linden studeerde aan de Academie voor Expressie in Utrecht. Daarna kwam hij via zijn broer Dorus terecht bij Sesamstraat, waar hij poppenspeler werd van Tommie. In 1977 stopte Van der Linden met het bespelen van Tommie nadat zijn vriendin Marijke Boon, bespeelster van het personage Troel, uit het programma stapte.
Hierna ging Van der Linden zijn broer Dorus assisteren bij het ontwerpen van decors voor de komische filmpjes van het duo Ham en Hoppa en voor de toneelvoorstelling Van de brug af gezien van het Ro Theater. Vervolgens werd hij freelanceontwerper bij de NOS als opvolger van zijn broer. Zo was hij onder andere vaste ontwerper voor het programma Het Klokhuis.
Samen met Marijke Boon vormde Van der Linden het zangduo "De Boli's" (1980–1984).
Na een ziekte overleed Van der Linden in 2006 op 54-jarige leeftijd.